# Mechelenská krajka
Mechelenská krajka
(angl.: Mechlin lace, něm.: Mechelner Spitze) je paličkovaná textilie zdobená květinovými ornamenty s lesklými konturami ze lněné tlustší niti nebo šňůrky.

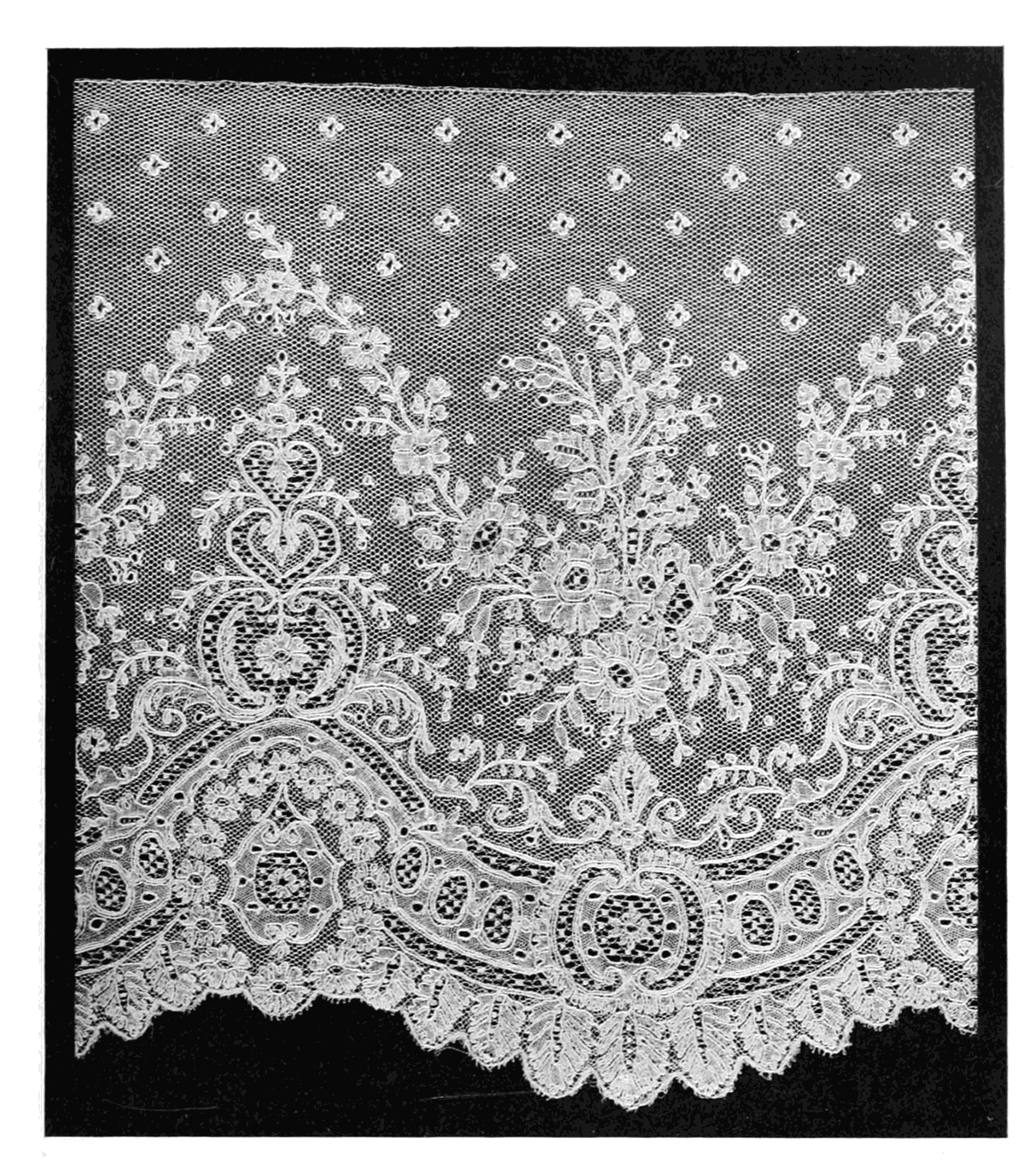
Mechelenská krajka z 18. století

Půdice byla zpravidla síť se šestihrannými oky, menšími než např. u bruselské krajky a na celou krajku se používala velmi jemná (až 2 tex) dvojmo skaná příze. Základní rozdíl oproti bruselské krajce je v tom, že u mechelenské se zhotovovaly vzory a půdice současně. Vzory byly tak jemné, že připomínaly spíše výšivky. 
Výroba byla velmi pracná, zručná dělnice dokázala zhotovit za týden jen cca 35 cm krajky. Krajka se nosila především v létě, její přednosti vynikaly hlavně na barevném podkladě s použitím na límce a kravaty.
Krajka se původně vyráběla v belgickém městě Mechelen, k největšímu rozvoji výroby došlo v první polovině 18. století. Protože výrobky byly velmi drahé, nemohlo se jejich použití příliš rozšířit a v 19. století pak ruční paličkování tohoto zboží prakticky zcela zaniklo. 
Od 20. let 19. století se začaly vyrábět imitace mechelenské krajky na bobinetových strojích.  Jejich jednoduchá struktura z kosočverečných ok se dala zhotovit i bez žakárového ústrojí.  O rozsahu pozdější výroby nebylo dosud (2018) nic publikováno.